# 79240 Rosanna
79240 Rosanna è un asteroide della fascia principale. Scoperto nel 1994, presenta un'orbita caratterizzata da un semiasse maggiore pari a 2,3412607 UA e da un'eccentricità di 0,1795409, inclinata di 2,56221° rispetto all'eclittica.